# Adolph von Sprewitz
Adolph Karl Christian von Sprewitz (* 12. Januar 1800 in Rostock; † 30. November 1882 in Neubrandenburg) war ein deutscher Burschenschafter und Oberinspektor des Landesarbeitshauses in Güstrow.

## Leben
Adolph von Sprewitz war der jüngere Sohn des 1803 geadelten Quartiermeisters Joachim Jacob von Sprewitz und seiner holländischen Frau aus ’s-Hertogenbosch, die er geheiratet hatte, als er mit mecklenburgischen Truppen im holländischen Sold stand.  Er nahm als 15-Jähriger an der Schlacht bei Waterloo teil, studierte ab 1817 zunächst in Rostock und dann ab 1820 in Jena Jurisprudenz. 1818 wurde er Mitglied der Rostocker Burschenschaft/Rostochia und der Greifswalder Burschenschaft, 1819 der Landsmannschaft Pomerania Greifswald, 1820 der Jenaischen Burschenschaft/Germania. 1821 wurde er Mitglied im Jünglingsbund und reiste in die Schweiz, um Instruktionen vom „Männerbund“ einzuholen. Er begann an anderen Universitätsstädten wie Freiburg und Tübingen Mitglieder zu werben. Am 31. August 1823 wurde der Jünglingsbund durch Johannes Andreas Dietz verraten. Daraufhin wurde am 24. Januar 1824 Adolph von Sprewitz verhaftet. Im Gefängnis von Köpenick unternahm er einen Selbstmordversuch, indem er sich ein heimlich zurückbehaltenes Tischmesser dreimal in die Brust bohrte. 1826 fand der Prozess wegen Hochverrats statt. Er wurde zu 15 Jahren Festungshaft verurteilt und in die Festung Stettin verbracht. In der Festungshaft eignete er sich forstwissenschaftliche
Kenntnisse an, um später im Forstwesen zu arbeiten. 1829 wurde ein Begnadigungsgesuch abgelehnt, jedoch wurde er 1831 vorzeitig aus der Haft entlassen und aus Preußen ausgewiesen. 
Er ging nach Mecklenburg zurück und machte ein Forstpraktikum in Grabow und in den Forsten Dobbertin und Penzlin.
Ab 1832 war er als Oberinspektor des Landarbeitshauses in Güstrow tätig und setzte dort ab 1847 die staatlich geförderte Sträflingsmigration aus Mecklenburg-Schwerin in die Vereinigten Staaten um.
Er war verheiratet mit Bertha, geb.  Knappe von Knappstädt (1818–1885). Das Paar hatte sechs Kinder.
1876 ging er in den Ruhestand, den er in Neubrandenburg verlebte. Sein Nachfolger wurde Karl von Nettelbladt. Er starb schließlich 1882 in den Armen seiner jüngsten Tochter, der Diakonisse Anna von Sprewitz.

## Schriften
- Die Entstehung des Heiligen Damms. Eine Legende. Von Adolph von Sprewitz. Hesseland, Stettin 1832.
- Tabellarische Uebersicht der Naturgeschichte derjenigen Raupen-Arten, welche bereits in deutschen Nadelholz-Waldungen im Großen Schaden angerichtet haben, nebst Zeit und Ort ihrer Verwüstungen und der bewährtesten Mittel, ihrer ungewöhnlichen Vermehrung entgegen zu wirken, oder sie auszurotten, wo sie sich in großer Zahl eingefunden haben für den Gebrauch des Forst-Schutz-Personals. Nach den besten Quellen entworfen von Adolf von Sprewitz. Böhme, Stettin 1831.
- Zwei gekrönte Preisschriften über die Anlegung von Zwangsarbeits-Anstalten in den Herzogthümern Schleswig und Holstein. Abhandlung über Anlegung von Zwangsarbeits-Anstalten in den Herzogthümern Schleswig und Holstein ; auf Grundlage der Erfahrungen ... der Einrichtungen des Großherzoglich Mecklenburg-Schwerinschen Landarbeitshauses zu Güstrow. Köbner, Altona 1846. MDZ
- Beleuchtung der Verordnung vom 15. Mai 1848 wegen Einsetzung von Schieds-Commissionen zur Feststellung streitiger Verhältnisse der Hoftagelöhner, insbesondere der aufgeworfenen Frage: Ist jetzt eine Aufhebung dieser Verordnung an der Zeit?. Opiutz & Co, Güstrow 1849. Google
- Uebersicht der Drains-Waaren der Landarbeitshaus-Ziegelei zu Güstrow, im Grossherzogthum Mecklenburg-Schwerin, nebst den von Mitte November 1855 an normirenden Preisen in Pr. Court., erl. durch 4 Steindruck-Tafeln und beigegebene Bemerkungen, Fr. Werner, Bützow 1856 (Digitalisat)
- Die Frauengestalten auf dem Neuthor und Stargarder Thore zu Neubrandenburg. (Gedicht), in Allgemeiner Mecklenburgischer Anzeiger vom 21. Januar 1877